# Ilia Mouromets (avion)
 (novembre 2015).
Si vous disposez d'ouvrages ou d'articles de référence ou si vous connaissez des sites web de qualité traitant du thème abordé ici, merci de compléter l'article en donnant les références utiles à sa vérifiabilité et en les liant à la section « Notes et références ».
Le Sikorsky Ilia Mouromets (russe : « Илья Муромец ») est le premier avion de ligne de l'histoire de l'aviation civile. Il s'agit d'un biplan quadrimoteur russe. Il a été transformé en bombardier à l'occasion de la Première Guerre mondiale. C'est le premier bombardier produit en série au monde. Il fut nommé d'après le héros légendaire russe Ilya Mouromets. L'équipage était constitué de 4 à 8 personnes, avec un maximum de 12 personnes.

## Développement
L'avion Mouromets ayant des moteurs Renault était le Mouromets E.
L'Ilia Mouromets fut développé en 1913 par Igor Ivanovitch Sikorsky dans les locaux de l'usine de wagons russo-balte de Saint-Pétersbourg. Il était basé sur son prédécesseur, le Rousski Vitiaz, qui avait tenu un rôle important dans le développement de l'aéronautique russe et la construction d'avions à plusieurs moteurs.
À l'origine, cet appareil était prévu pour devenir un avion de transport de passagers luxueux. Il était doté d'un salon chauffé pour les passagers isolé de l'équipage, d'une chambre à coucher et d'un bain. L'avion était chauffé et était équipé de la lumière électrique. Les premiers essais eurent lieu le 10 décembre 1913 et la première série de vols suivit le 26 février 1914 avec lors du 3e et dernier de la journée d'une durée de 18 minutes avec 16 passagers à bord soit une charge utile de 1 200 kg.
Entre le 21 et le 23 juin 1914, l'avion relia Saint-Pétersbourg à Kiev en 14 heures et 38 minutes avec seulement une escale.

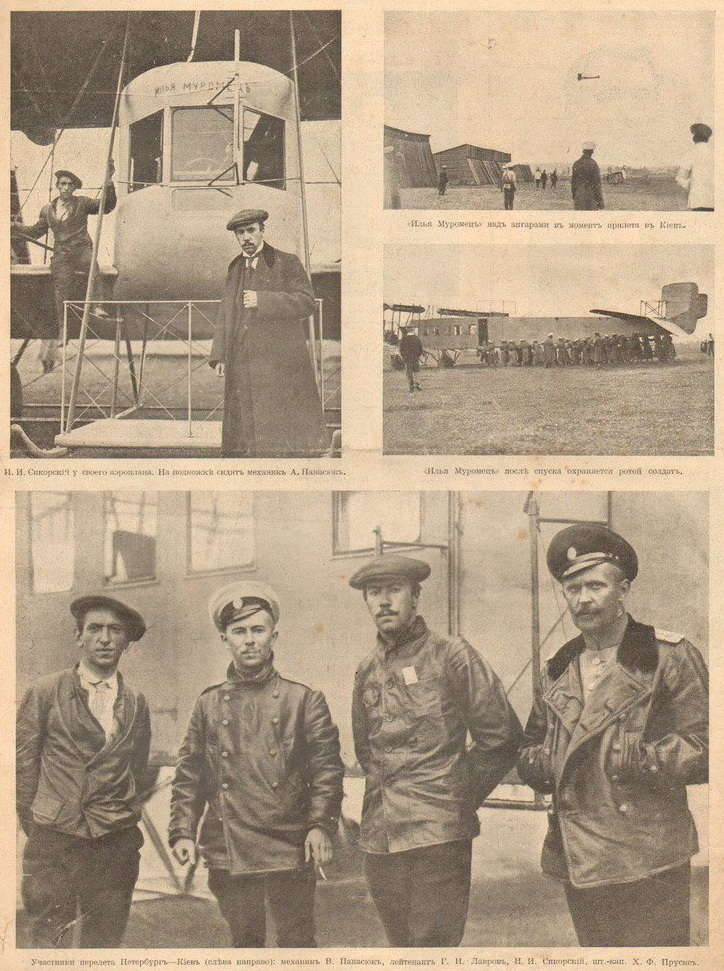
Reportage sur le Saint-Pétersbourg à Kiev.

Après le début de la Première Guerre mondiale, Sikorsky transforma l'avion en bombardier. Il pouvait transporter jusqu'à 800 kg de bombes et était équipé de plusieurs mitrailleuses pour sa propre défense. Les moteurs furent protégés avec un blindage d'acier de 5 mm.

## Emploi durant la Première Guerre mondiale

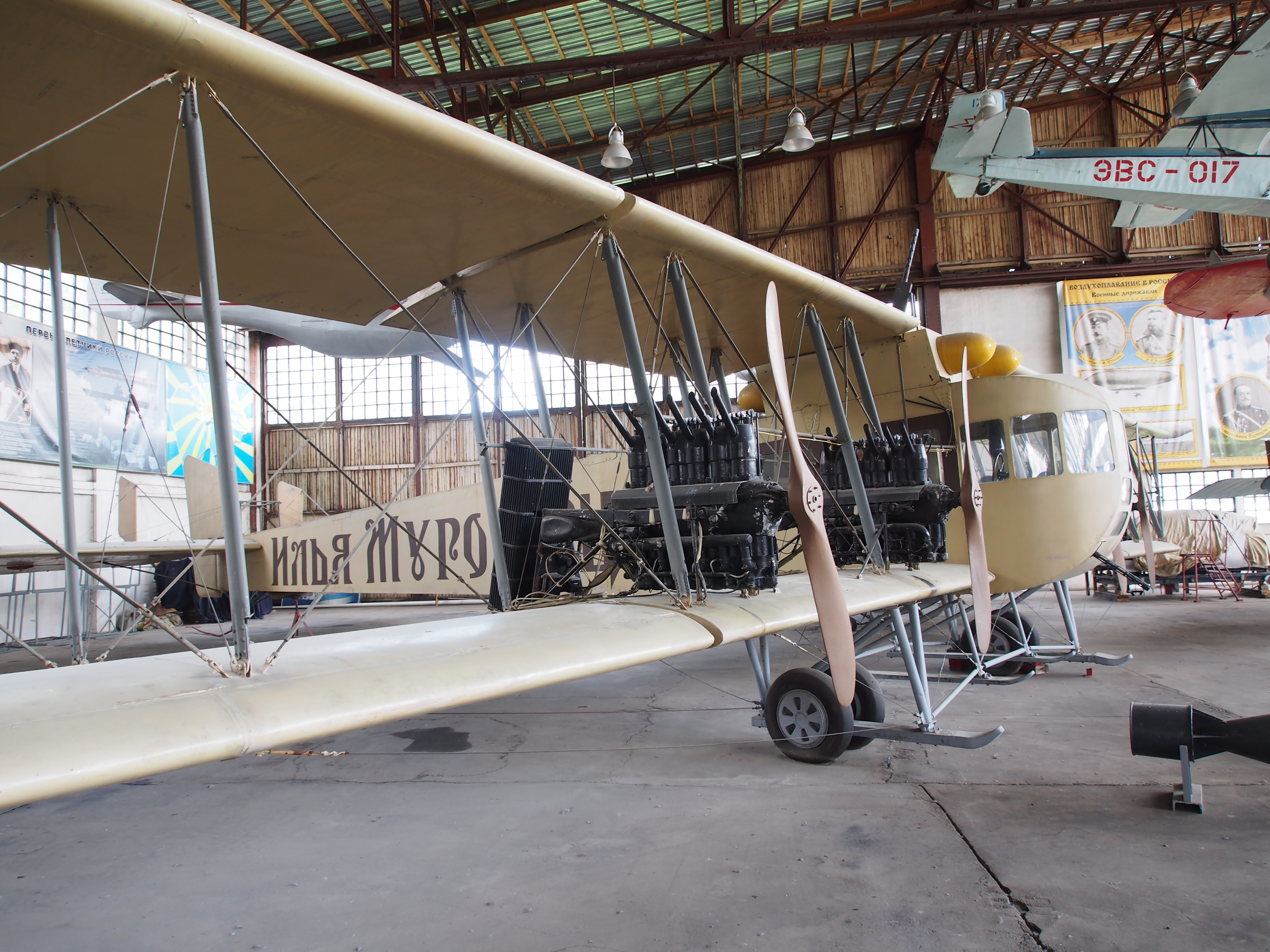
Un Ilya Muromets conservé au musée central des forces aériennes de la fédération de Russie de Monino en 2016.

En août 1914, les avions furent livrés à l'Armée de l'air impériale russe et le 10 décembre de la même année fut constituée une escadrille de 10 bombardiers commandée par Mikhaïl Chidlovsky, nombre qui fut porté à 20 jusqu'en 1916. Le 12 septembre 1916, les Russes perdirent le premier Ilia Mouromets au cours d'un combat avec quatre Albatros allemands. Il s'agit là de la seule perte subie par un avion de ce type. Trois appareils endommagés réussirent à rejoindre leur base.

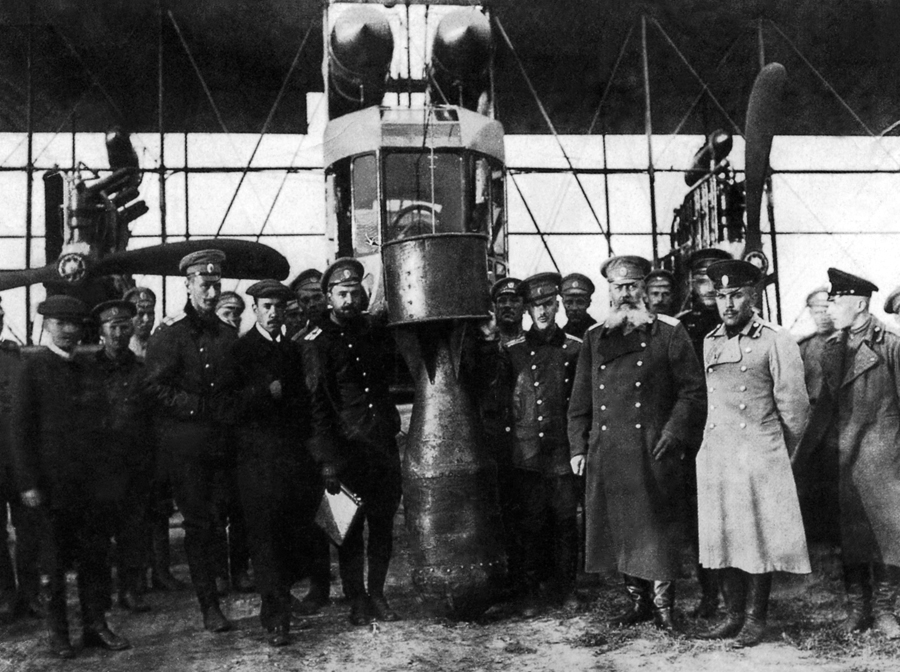
Mikhaïl Chidlovsky, barbu devant un Ilia Mouromets et une bombe.

Les Russes vendirent des licences aux Britanniques et aux Français. Les Allemands essayèrent de réaliser une copie de cet avion d'après les restes de l'unique exemplaire qu'ils avaient abattu et ce développement constitua la base pour la réalisation des futurs « bombardiers géants » Gotha G allemands.
Fin 1916, l'avion devint trop lourd par suite de l'extension de son armement. Sikorsky se tourna alors vers un autre type d'appareil, le Sikorsky Alexander Nevskiï.
Au total, 73 bombardiers Ilia Mouromets furent construits entre 1913 et 1918. Leurs bombes atteignaient leurs cibles avec une précision de 90 %. Les Ilia Mouromets effectuèrent plus de 400 missions et larguèrent près de 65 tonnes de bombes.
Le dernier Ilia Mouromets vola en 1922 à l'école de l'armée de l'air de Serpoukhov.

## Fiche technique (Ilia Mourometz E-2)
- Équipage : 4 à 8  (maximum 12)
- Longueur : 18,8 m
- Envergure : 34,5 m
- Hauteur : -
- Surface alaire : 220 m2
- Masse à vide : 5 000 kg
- Masse au décollage : 6 500 kg
- Masse maxi au décollage : 7,460 kg
- Motorisation : 4 moteurs Renault 12 cyl. de 162 kW (220 ch) chacun

### Performances
- Vitesse maxi : 130 km/h
- Distance franchissable : 560 km
- Plafond opérationnel : 3 200 m
- Charge alaire : 29,5 kg/m2
- Rapport puissance/masse : 0,10 kW/kg

### Armement
- Diverses combinaison d'armes à feu de calibre 12,7 mm, 15,3 mm, 25 mm, 37 mm et 76,2 mm, des mitrailleuses Maxim, Lewis et un canon expérimental sans recul de Leonid Kourchevski.

Emports
- 8 bombes de 100 kg ou 16 bombes de 50 kg ou une bombe de 656 kg
- 6 roquettes de 127 mm (sous les ailes)